# So Lucky (utwór muzyczny Zdob și Zdub)
So Lucky – utwór mołdawskiego zespołu muzycznego Zdob și Zdub napisany przez Romana Yagupova, Mihaia Gincu, Marca Elsnera i Andy’ego Shumana oraz wydany na dziesiątej płycie studyjnej grupy pt. Basta Mafia! (2011).
W styczniu 2011 utwór został dopuszczony do stawki finałowej programu O melodie pentru Europa 2011 jako jedna z 25 propozycji wybranych spośród 93 zgłoszeń. Pod koniec lutego został zaprezentowany przez zespół w finale selekcji i zdobył największą liczbę 20 punktów w głosowaniu jurorów (2. miejsce z 122,5 punktu) i telewidzów (2. miejsce z 13,15% poparciem), dzięki czemu został propozycją reprezentującą Mołdawię podczas 56. Konkursu Piosenki Eurowizji. 12 maja został zaprezentowany przez zespół podczas drugiego półfinału konkursu i z dziesiątego miejsca awansował do finału, w którym zajął 17. miejsce.

## Lista utworów
CD single
1. „So Lucky” (ESC 2011 Version)
2. „So Lucky” (Acoustic Version)
3. „So Lucky” (Album Version)
4. „So Lucky” (Karaoke Version)
5. „So Lucky” (X O C Punktronic Mix)
6. „So Lucky” (Summer Camp Mix)

## Notowania na listach przebojów
| Kraj            | Lista (2011)    | Najwyższe miejsce |
| --------------- | --------------- | ----------------- |
| Wielka Brytania | Singles Top 100 | 153               |